# Goryokaku

Goryokaku vanuit de Goryokaku-toren.

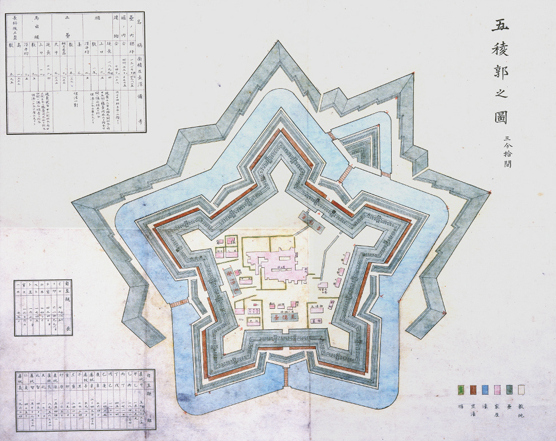
Tekening van Goryokaku uit de 19e eeuw.

Goryokaku (五稜郭, Goryōkaku) is een gebastioneerd vestingstelsel in de Japanse stad Hakodate, dat gelegen is op het noordelijke eiland Hokkaido. Het was het voornaamste fort in de Republiek Ezo.

## Geschiedenis
In 1854 tekende Japan vriendschapsverdragen met de Verenigde Staten, het Verenigd Koninkrijk en Rusland. Vier jaar later, in 1858, ondertekende Japan een handelsverdrag en in 1859 werd Hakodate een haven die open stond voor buitenlandse handel.
De regering had het plan voor de bestuurders landinwaarts een fort te bouwen, op afstand van de haven en het toenmalige stadscentrum. De ontwerper was Takeda Ayasaburo. Hij bestudeerde hiervoor de versterkte steden van Europa en verwerkte elementen van de Franse vestingbouwer Sébastien Le Prestre de Vauban. Het fort is in de periode 1857-1866 gebouwd in opdracht van het Tokugawa-shogunaat. Het kreeg de naam Goryokaku en werd een centrum voor bestuurders, buitenlandse diplomatie en defensie in het noorden van Japan.
De laatste slag van de Boshinoorlog werd hier uitgevochten, waarbij troepen van de Meiji (keizer) het fort innamen. De oorlog eindigde in mei 1869.
in 1914 stelde de regering Goryokaku open voor het publiek als een park voor burgers. In 1952 werd Goryokaku aangewezen als de speciaal historisch monument. Het is nog steeds een park.